# Потт, Оливер
Оливер Потт (нем. Oliver Pott, род. 15 декабря 1973 года) — немецкий предприниматель, автор электронных книг и нескольких DVD-фильмов, предназначенных для повышения успеха начинающих предпринимателей. Многие из его книг были опубликованы на нескольких языках.
Оливер Потт написал в конце 1990-х множество практичных книг для работы с компьютером.
Книга Потта «Wissen zu Geld» заняла 12-е место в списке бизнес-бестселлеров немецкого журнала «Шпигель» от делового журнала Spiegel Group «Manager Magazin» за 1/2021 год. Книга «Raus aus dem Stundenlohn» заняла 2-е место в списке бестселлеров в выпуске 10/2021 года немецкого журнала «Шпигель» в номинации "научно-популярные книги в мягкой обложке" .  